# Tuy Trung
Tuy Trung (giản thể: 绥中县; phồn thể: 綏中縣; bính âm: Suízhōng Xiàn) là một huyện thuộc địa cấp thị Hồ Lô Đảo, tỉnh Liêu Ninh, Trung Quốc. Huyện nằm trên bờ bắc của Bột Hải và nằm ở vị trí tây nam của tỉnh, giáp với phía đông bắc của tỉnh Hà Bắc. Huyện có diện tích là 2.765 kilômét vuông (1.068 dặm vuông Anh), dân số khoảng 630.000 người, và là một khu vực quan trọng về kinh tế của Hồ Lô Đảo. Tuy Trung là quê hương của công dân Trung Quốc đầu tiên đi vào không gian, Dương Lợi Vĩ.

### Trấn
| - Tuy Trung (绥中镇) - Tiền Vệ (前卫镇) - Vạn Gia (万家镇) - Tiền Sở (前所镇) - Cao Lĩnh (高岭镇) | - Tháp Sơn Đồn (塔山屯镇) - Tây Điện Tử (西甸子镇) - Vương Bảo (王宝镇) - Hoang Địa (荒地镇) - Khoan Bang (宽邦镇) | - Đại Vương Miếu (大王庙镇) - Tiểu Trang Tử (小庄子镇) - Cao Đài (高台镇) - Sa Hà (沙河镇) |

### Hương
- Thu Tử Câu (秋子沟乡)
- Gia Bi Nham (加碑岩乡)
- Vĩnh An Bảo (永安堡乡)
- Lý Gia Bảo (李家堡乡)
- Thành Giao (城郊乡)

### Hương dân tộc
Tuy Trung có 6 hương dân tộc, tất cả đều là hương dân tộc Mãn.
- Tây Bình (西平坡满族乡)
- Cát Gia (葛家满族乡)
- Cao Điện (高甸子满族乡)
- Phạm Gia (范家满族乡)
- Võng Hộ (网户满族乡)
- Minh Thủy (明水满族乡)